# Nuno Pinto
Nuno Miguel Sousa Pinto (Vila Nova de Gaia, 6 agosto 1986) è un allenatore di calcio ed ex calciatore portoghese, di ruolo difensore.

## Caratteristiche tecniche
È un terzino sinistro.

## Carriera

### Club
Cresciuto nelle giovanili del Boavista, ha esordito il 7 gennaio 2007 in un match di Taça de Portugal vinto 3-1 contro il Macedo de Cavaleiros.

## Statistiche

### Presenze e reti nei club
Statistiche aggiornate al 7 luglio 2017.
| Stagione            | Squadra             | Campionato          | Campionato | Campionato | Coppe nazionali | Coppe nazionali | Coppe nazionali | Coppe continentali | Coppe continentali | Coppe continentali | Altre coppe | Altre coppe | Altre coppe | Totale | Totale | Totale |
| Stagione            | Squadra             | Comp                | Pres       | Reti       | Comp            | Pres            | Reti            | Comp               | Pres               | Reti               | Comp        | Pres        | Reti        | Pres   | Reti   |        |
| ------------------- | ------------------- | ------------------- | ---------- | ---------- | --------------- | --------------- | --------------- | ------------------ | ------------------ | ------------------ | ----------- | ----------- | ----------- | ------ | ------ | ------ |
| 2005-2006           | Vilanovense         | TD                  | 1          | 0          | TP              | 0               | 0               |                    | -                  | -                  |             | -           | -           | 1      | 0      |        |
| 2006-2007           | Boavista            | PL                  | 6          | 0          | TP              | 3               | 0               |                    | -                  | -                  |             | -           | -           | 9      | 0      |        |
| 2007-2008           | Trofense            | SL                  | 22         | 2          | TP+TL           | 0               | 0               |                    | -                  | -                  |             | -           | -           | 22     | 2      |        |
| 2008-2009           | Nacional            | PL                  | 7          | 0          | TP+TL           | 3+1             | 0               |                    | -                  | -                  |             | -           | -           | 11     | 0      |        |
| 2009-2010           | Nacional            | PL                  | 23         | 0          | TP+TL           | 3+2             | 0               | UEL                | 5                  | 0                  |             | -           | -           | 33     | 0      |        |
| 2010-2011           | Nacional            | PL                  | 16         | 1          | TP+TL           | 1+3             | 0               |                    | -                  | -                  |             | -           | -           | 20     | 1      |        |
| 2011-gen. 2012      | Nacional            | PL                  | 8          | 0          | TP+TL           | 1+0             | 0               | UEL                | 5                  | 0                  |             | -           | -           | 14     | 0      |        |
| Totale Nacional     | Totale Nacional     | Totale Nacional     | 54         | 1          |                 | 14              | 0               |                    | 1                  | 0                  |             | -           | -           | 68     | 1      |        |
| gen.-giu. 2012      | Levski Sofia        | A                   | 12         | 0          | CB              | 1               | 0               |                    | -                  | -                  |             | -           | -           | 13     | 0      |        |
| 2012-2013           | Levski Sofia        | A                   | 18         | 0          | CB              | 5               | 0               |                    | -                  | -                  |             | -           | -           | 13     | 0      |        |
| 2013-gen. 2014      | Levski Sofia        | A                   | 20         | 0          | CB              | 2               | 0               | UEL                | 1                  | 0                  |             | -           | -           | 23     | 0      |        |
| Totale Levski Sofia | Totale Levski Sofia | Totale Levski Sofia | 50         | 0          |                 | 8               | 0               |                    | 1                  | 0                  |             | -           | -           | 59     | 0      |        |
| gen.-giu. 2014      | Tavrija             | PL                  | 8          | 0          | CU              | 0               | 0               |                    | -                  | -                  |             | -           | -           | 8      | 0      |        |
| 2014-2015           | Astra Giurgiu       | L1                  | 7          | 0          | CR              | 0               | 0               |                    | -                  | -                  |             | -           | -           | 7      | 0      |        |
| 2015-2016           | Vitória Setúbal     | PL                  | 28         | 0          | TP+TL           | 3+1             | 0               |                    | -                  | -                  |             | -           | -           | 32     | 0      |        |
| 2016-2017           | Vitória Setúbal     | PL                  | 31         | 0          | TP+TL           | 2+4             | 0               |                    | -                  | -                  |             | -           | -           | 37     | 0      |        |
| Totale carriera     | Totale carriera     | Totale carriera     | 207        | 3          |                 | 35              | 0               |                    | 11                 | 0                  |             | -           | -           | 253    | 3      |        |